# Васильевский элеватор
Васильевский элеватор (укр. Василівський елеватор) — предприятие пищевой промышленности в городе Васильевка Васильевского района Запорожской области Украины.

## История
После провозглашения независимости Украины линейный элеватор перешёл в ведение министерства сельского хозяйства и продовольствия Украины.
В марте 1995 года Верховная Рада Украины внесла элеватор в перечень предприятий, приватизация которых запрещена в связи с их общегосударственным значением.
После создания в августе 1996 года государственной акционерной компании «Хлеб Украины» элеватор стал дочерним предприятием ГАК «Хлеб Украины», после чего государственное предприятие было преобразовано в арендное предприятие. В ноябре 1997 года Кабинет министров Украины утвердил решение о приватизации элеватора до конца 1997 года, после чего арендное предприятие было реорганизовано в открытое акционерное общество.
Весной 2017 года пять элеваторов на территории Запорожской области (в том числе, Васильевский элеватор) перешли в собственность группы компаний «Прометей».

## Современное состояние
Основной функцией предприятия является хранение зерновых культур.
В состав элеватора входят лаборатория, 12 складов напольного типа хранения (общим складским объёмом 36 тыс. тонн), 9 из которых механизированы, погрузочно-разгрузочный железнодорожный пункт (оснащённый вагонными весами грузоподъёмностью до 150 тонн), 2 точки приёмки зерна (оснащённые 6 подъёмниками и 2 автомобильными весами грузоподъёмностью 30 и 60 тонн соответственно), 3 сепаратора и 2 зерносушилки.